# 감계초등학교
감계초등학교(鑑溪初等學校)는 대한민국 경상남도 창원시에 있는 공립 초등학교이다.

## 연혁
- 2017.03.01 감계초등학교 개교(25학급 특수1, 유치3 포함)
- 2017.03.01 초대 한영자 교장 부임
- 2017.03.02 제1회 입학식(신입생 134명)
- 2017.03.06 제1회 유치원 입학식(신입생 63명)
- 2017.04.12 창의융합형 과학교실 모델학교 선정
- 2017.09.01 5개 학급 증설(30학급, 특수1, 유치3 포함)